# Yanahuanca (distrito)
Yanahuanca é um distrito do Peru, departamento de Pasco, localizada na província de Daniel Alcides Carrión.

## Transporte
O distrito de Yanahuanca é servido pela seguinte rodovia
- PE-18, que liga o distrito de Huacho (Região de Lima) à cidade de Ambo (Região de Huánuco):
- PA-100, que liga o distrito de Chaupimarca à cidade
- PA-102, que liga o distrito de Chaupimarca à cidade
- PA-103, que liga o distrito à cidade de Simón Bolívar[2][3][4]